# Grannen-Schildfarn
Der Grannen-Schildfarn (Polystichum setiferum (Forssk.) Moore ex Woynar), oft auch Borstiger Schildfarn genannt, ist eine Pflanzenart aus der Gattung der Schildfarne (Polystichum) in der Familie der Wurmfarngewächse (Dryopteridaceae). 

## Beschreibung
Der Grannen-Schildfarn wächst als ausdauernde krautige Pflanze und erreicht Wuchshöhen 30–120 Zentimeter. Das Rhizom ist dick, holzig und mit rotbraunen Spreuschuppen bedeckt. Die Wedel sind 30 bis 120 Zentimeter lang. Sie sind weich, doppelt bis fast dreifach gefiedert, dreieckig lanzettlich, deutlich gestielt, am Grunde wenig verschmälert, daher plötzlicher Abbruch der Befiederung, gelbgrün und meist nicht überwinternd. Der Blattstiel ist 5 bis 30 Zentimeter lang, bis 5 Millimeter dick und wie die Blattrhachis dicht spreuschuppig. Die Blattspreite hat beiderseits bis zu 40 Fiedern; sie sind 3 bis 12 Zentimeter lang und 1 bis 1,5 Zentimeter breit. Die Fiederchen sind  höchstens 10 Millimeter lang, oval, lang borstig begrannt; das unterste Fiederchen der unteren Fieder kaum größer als die folgenden. Die Blattzähne und sie stumpfe Spitze der Blattabschnitte sind plötzlich in eine Stachelborste verschmälert. Die Sori sind ziemlich klein; der Schleier zart und hinfällig. Die Sporenreife erfolgt von Juni bis September, im Süden von Juni bis Juli.
Die Chromosomenzahl beträgt 2n = 82.

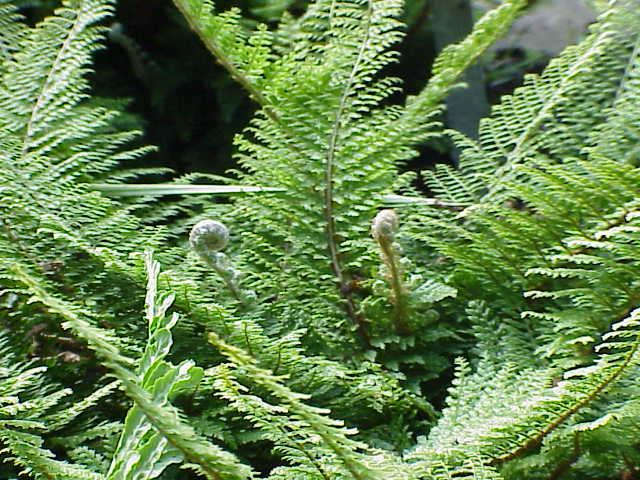
Grannen-Schildfarn (Polystichum setiferum)

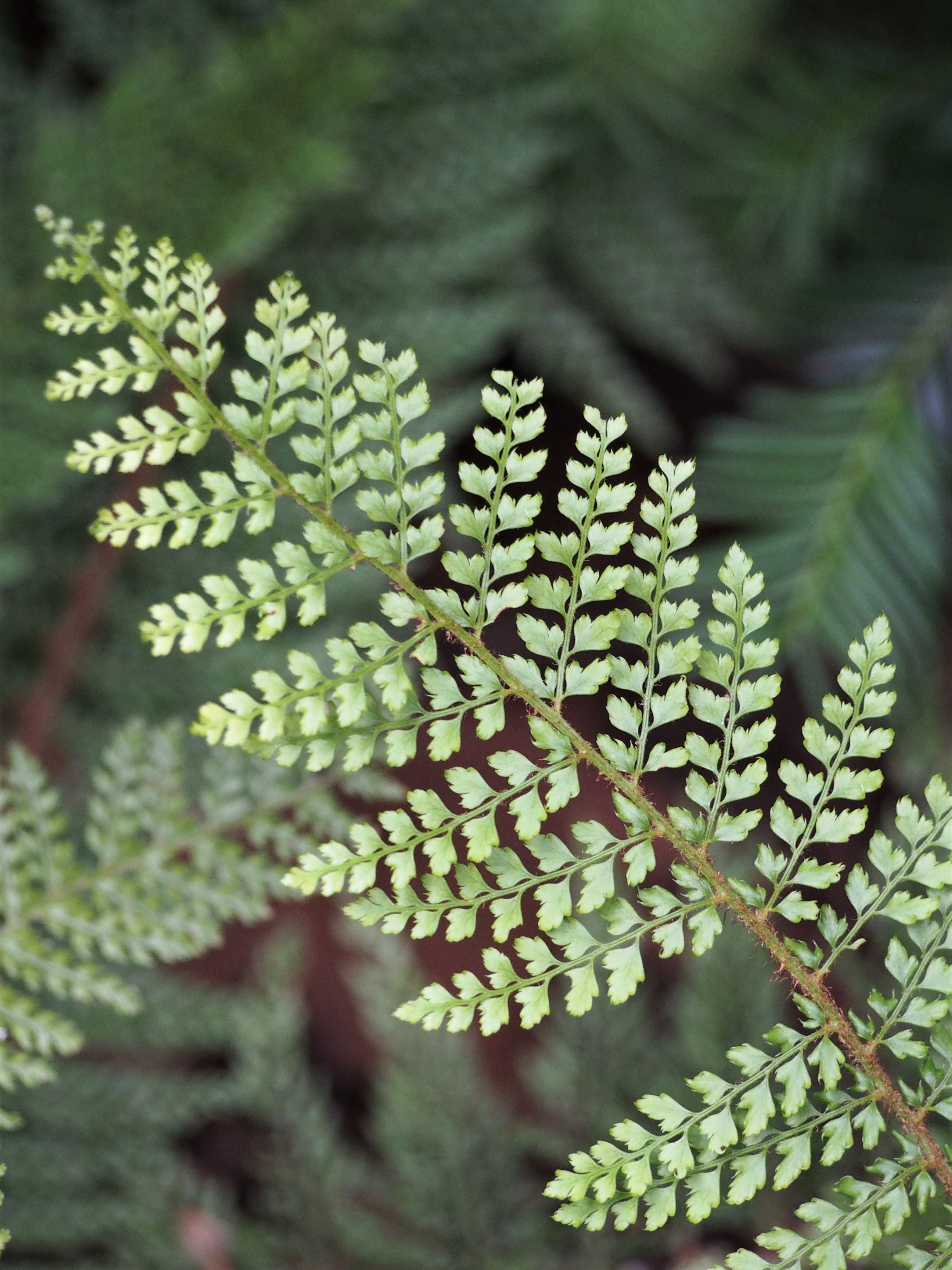
Polystichum setiferum Sorte 'Proliferum'

## Vorkommen
Der Grannen-Schildfarn kommt in Europa, Nordafrika, auf den Kanarischen Inseln, auf den Azoren und Madeira, in Kleinasien bis zum Iran und im Kaukasusraum vor. In Europa im südlichen und südwestlichen Teil, nordwärts bis England und Irland, in Deutschland die Nordostgrenze der Verbreitung erreichend: Sauerland, Odenwald, Maingebiet bei Obernburg, Schwarzwald, benachbart in der Nordschweiz (Rheinfelden) und in den Vogesen (Südvogesen bis Nordvogesen bei Zabern: Zinseltal). In Europa kommt er in fast allen Ländern West-, Süd- und Mitteleuropas vor; er fehlt nur in Osteuropa und in Bosnien-Herzegowina, Kosovo, Dänemark, Tschechien, in der Slowakei und in Polen.
Er ist in Deutschland gesetzlich geschützt.
Der Grannen-Schildfarn wächst auf beschatteten, frischen (bis mäßig feuchten), teilweise etwas durchsickerten, meist basischen, doch kalkarmen, schwach sauren Lehmböden, meist an steilen, teilweise auch schuttreichen Hängen in feuchter Lage, gern an Bacheinschnitten, meist in farnreichen Buchen- oder seltener in Buchen-Tannenwäldern. Er gedeiht im Galio-Fagetum, in Gesellschaften des Verbands Carpinion oder der Ordnung Fagetalia. Er steigt bis 1600 Meter Meereshöhe auf.
Die ökologischen Zeigerwerte nach Landolt & al. 2010 sind in der Schweiz: Feuchtezahl F = 3+ (feucht), Lichtzahl L = 2 (schattig), Reaktionszahl R = 2 (sauer), Temperaturzahl T = 4+ (warm-kollin), Nährstoffzahl N = 2 (nährstoffarm), Kontinentalitätszahl K = 2 (subozeanisch).

## Taxonomie
Der Grannen-Schildfarn wurde 1775 von Peter Forsskål als Polypodium setiferum in Flora Aegyptiaco-Arabica, S. 185 erstbeschrieben. Die Art wurde 1913 von Heinrich Karl Woynar in Mitteilungen des Naturwissenschaftlichen Vereines für Steiermark, Band 49, S. 181 in die Gattung Polystichum als Polystichum setiferum (Forssk.) T.Moore ex Woyn. gestellt. Woynar hatte dabei den Namen von Thomas Moore übernommen. Synonyme für Polystichum setiferum (Forssk.) Woyn. sind Polypodium setiferum Forssk., Aspidium angulare Willd., Polystichum angulare (Willd.) C.Presl und Polystichum aculeatum subsp. angulare (Willd.) Vollm.

## Nutzung
In gärtnerischer Kultur gibt es mehrere Sorten:
- 'Congestum'
- Proliferum-Grp.
- 'Wollaston'.